# Andrea Valente
Andrea Valente (Merano, 26 gennaio 1968) è uno scrittore e illustratore italiano, vincitore
nel 2011 del Premio Andersen come miglior autore completo.

## Biografia
Andrea Valente è un autore di narrativa, divulgazione, teatro e illustratore di genere umoristico. Ha ottenuto il Premio Andersen 2011 come autore completo: "per una produzione editoriale vasta e diversificata, capace di coniugare con inesausta felicità narrazione e divulgazione, qualità della scrittura e attenzione alle esigenze del lettore; per il brio e la freschezza che costantemente accompagnano, in bilanciata fusione, testi e illustrazioni".
Il suo primo lavoro risale al 1990, con una vignetta pubblicata sulle pagine del New York Times, cui hanno fatto seguito collaborazioni editoriali con giornali e riviste, la pubblicazione di libri per ragazzi.
Andrea Valente è il creatore del personaggio la Pecora Nera, nato nel 1995 su una cartolina di buona fortuna.
Ha collaborato al progetto La Pecora Nera & altri sogni, Premio Andersen 2007 per il progetto educativo, realizzato all'interno del carcere minorile di Nisida, insieme con i ragazzi detenuti.
Nell'anno 2000 comincia la sua attività nel mondo della narrativa per ragazzi, collaborando con vari editori italiani, con un pubblico di riferimento che va soprattutto dai 9 ai 12 anni.
Nell'anno 2007 comincia una collaborazione con l'editore triestino Editoriale Scienza e aggiunge a quella narrativa l'attività di divulgatore.
Non mancano, nel suo lavoro, collaborazioni e contaminazioni con progetti e personaggi di diversi settori, quali l'astronauta Umberto Guidoni, l'astrofisico Amedeo Balbi, l'esploratore Michele Pontrandolfo, il velista Pietro D'Alì, lo scrittore Matteo Corradini e gli attori Francesco Mastrandrea e Giorgio Scaramuzzino.
È docente presso l'Istituto Europeo di Design di Milano e l'Accademia Santagiulia di Brescia. Dall'anno 2010 è curatore del programma ragazzi del festival letterario scrittorincittà di Cuneo.
Vive e lavora a Stradella, nell'Oltrepò Pavese.

## Opere
- Un anno da Pecora Nera (2000, Fabbri)
- Sotto il banco (2002, Fabbri)
- Firmato Pecora Nera (2003, Fabbri)
- 365 ottimi motivi per essere una Pecora Nera & andarne fieri (2004, Fabbri)
- Chissà perché (2005, Gallucci)
- Pazza Italia (2006, Gallucci)
- La Pecora Nera & altri sogni (2006, Magazzini Salani) Premio Andersen 2007 al progetto educativo
- Martino su Marte, con Umberto Guidoni (2007, Editoriale Scienza)
- Quando Babbo diventò Natale (2007, Gallucci)
- Stella in capo al mondo, con Michele Pontrandolfo (2008, Editoriale Scienza)
- La fantastica storia della Prima Olimpiade (2008, Gallucci)
- Il ritorno della Befana (2008, Gallucci)
- Guarda che Luna (2009, il Castoro)
- Hai voluto la bicicletta?! (2009, Gallucci)
- Il libro ficcanaso (2009, Gallucci)
- Mario lupo di mare, con Pietro D'Alì (2010, Editoriale Scienza)
- Astrolibro dell'universo, con Umberto Guidoni (2010, Editoriale Scienza)
- Cervelloni d'Italia (2010, Gallucci)
- Notizie dallo spazio (2011, Gallucci)
- L'incredibile, avventurosa vita della Pecora Nera, narrata da lei medesima (2012, Caminito)
- Campione sarai tu! anche il calcio ha le sue regole (2012, Zelig)
- Campione sarai tu! anche il basket ha le sue regole (2012, Zelig)
- Così extra, così terrestre, con Umberto Guidoni (2013, Editoriale Scienza)
- Le favole di Esopo (2014, Nuova Frontiera)
- Un elefante sotto il letto (2015, Lapis)
- Favole dell'ultimo minuto (2015, Lapis)
- C'era sette volte (2016, Lapis)
- Otto passi nel futuro, con Umberto Guidoni (2016, Editoriale Scienza)
- Così per sport (2016, Lapis)
- Un anno con Babbo Natale (2016, Interlinea)
- Un'idea tira l'altra (2017, Lapis)
- Gli streghi (2017, Lapis)
- Piccola mappa delle paure (2017, Pelledoca)
- Chi viene e chi va (2017, Lapis)
- Canzoni senza musica (2018, Rizzoli)
- Dalla testa ai piedi (2018, Editoriale Scienza)
- Prima dell'anno zero (2018, Lapis)
- Voglio la luna (2019, Editoriale Scienza)
- Ventimila leghe sopra i cieli (2019, Lapis)
- Il mondo in una storia (2019, San Paolo)
- Vedo nero (2020, Pelledoca)
- Nico & Nico (2020, San Paolo)
- Eh! Come emozione (2020, Lapis)
- Lassù nell'Universo, con Amedeo Balbi (2021, Editoriale Scienza)

## Illustrazioni
- Buon compleanno, cinema (1995, Comix)
- Agenda del lector (2000, Granica)
- E la vita l'è bella (2005, Gallucci): sul testo della canzone di Cochi & Renato
- Non sta mai ferma (2005, Gallucci) di Enzo Boschi e Roberto Piumini
- O come Omegna (2008, Lineadaria)

## Teatro
- Big Bang Boh, monologo: è una visione personale della storia dell'universo, dal Big Bang all'uomo su Marte.
- Fabula in lupus, monologo: narrazione favolistica per bambini.
- La diversità che fa la differenza, progetto nato dal sodalizio con l'attore Francesco Mastrandrea, è basato sull'idea che solo chi si distingue dagli altri, da pecora nera, passa alla Storia.

## Premi
- Novara (2017) (premio storia di natale)
- Padova (2017) (premio memo geremia per la letteratura sportiva)
- Stradella (2012) (benemerenza torre civica)
- Genova (2011) (premio andersen come autore completo)
- Genova (2011) (premio marincovich cultura del mare)
- Terni (2007) (premio san valentino d'oro)
- Sestri Levante (2007) (premio andersen per il progetto educativo)